# Birnamwood (Wisconsin)
Birnamwood es una villa ubicada en el condado de Shawano en el estado estadounidense de Wisconsin. En el Censo de 2010 tenía una población de 818 habitantes y una densidad poblacional de 142,78 personas por km².

## Geografía
Birnamwood se encuentra ubicada en las coordenadas 44°55′54″N 89°12′34″O / 44.93167, -89.20944. Según la Oficina del Censo de los Estados Unidos, Birnamwood tiene una superficie total de 5.73 km², de la cual 5.73 km² corresponden a tierra firme y (0%) 0 km² es agua.

## Demografía
Según el censo de 2010, había 818 personas residiendo en Birnamwood. La densidad de población era de 142,78 hab./km². De los 818 habitantes, Birnamwood estaba compuesto por el 97.19% blancos, el 0.49% eran afroamericanos, el 0.73% eran amerindios, el 0% eran asiáticos, el 0% eran isleños del Pacífico, el 0.61% eran de otras razas y el 0.98% pertenecían a dos o más razas. Del total de la población el 1.83% eran hispanos o latinos de cualquier raza.